# Ichneumon punctor
Ichneumon punctor är en stekelart som beskrevs av Carl Peter Thunberg 1822. Ichneumon punctor ingår i släktet Ichneumon och familjen brokparasitsteklar. Inga underarter finns listade i Catalogue of Life.